# Mount Stansfield
Mount Stansfield ist ein Berg im ostantarktischen Enderbyland. Er ragt 4 km südöstlich des Mount Berrigan und 30 km westsüdwestlich des Stor Hånakken auf. 
Kartiert wurde er mittels Luftaufnahmen, die 1957 im Zuge der Australian National Antarctic Research Expeditions entstanden. Das Antarctic Names Committee of Australia benannte ihn nach Peter B. Stansfield, leitender Funktechniker auf der Wilkes-Station im Jahr 1961.